# エマニュエル・ドルレアン
エマニュエル・ドルレアン（Emmanuel d'Orléans, 1872年1月18日 - 1931年2月1日）は、フランスの王位請求者オルレアン家の一員。全名はフィリップ・エマニュエル・マクシミリアン・マリー・ウード（Philippe Emmanuel Maximilien Marie Eudes d'Orléans）。ヴァンドーム公（duc de Vendôme）の儀礼称号で呼ばれた。

## 生涯
フランス王ルイ・フィリップの孫のアランソン公フェルディナンと、バイエルン公マックス・ヨーゼフの娘ソフィー＝シャルロットの間の長男として生まれた。1896年2月12日、ブリュッセルにおいてフランドル伯フィリップの娘のベルギー王女アンリエットと結婚した。夫妻は又従兄妹同士だった。アンリエットの弟はベルギー王アルベール1世であり、アルベール1世の妻エリザベートはエマニュエルの母方の従妹にあたる。
エマニュエルと妻アンリエット王女はベルギー、フランス、スイスに多くの資産を持ち、贅沢な暮しを送っていたが、第一次世界大戦後は資産を失ったり、売却したりしたため、経済的に落ちぶれた。エマニュエルは1931年に心臓発作により急死し、ドルーのサン・ルイ王室礼拝堂に葬られた。

## 子女
妻のアンリエット王女との間に4人の子女があった。
- マリー＝ルイーズ（1897年 - 1973年） - 1916年両シチリア王子フィリッポと結婚（1925年離婚）
- ソフィー（1898年 - 1928年）
- ジュヌヴィエーヴ（1901年 - 1983年） - 1923年、アントワーヌ・ド・シャポネ侯爵と結婚
- シャルル＝フィリップ（1905年 - 1970年） - ヌムール公、1928年マーガレット・ワトソンと結婚